# Jon Morcillo
Jon Morcillo Conesa (Amorebieta-Echano, Vizcaya, 15 de septiembre de 1998) es un futbolista español que juega como extremo izquierdo en el Albacete Balompié de la Segunda División.

## Trayectoria
De padre vizcaíno y madre cartagenera,se formó en las categorías inferiores de la S. D. Amorebieta y estuvo escolarizado en el colegio Azkartza en Leioa. En 2013 se marchó a la Cultural de Durango, llegando a debutar con el primer equipo durangarra en mayo de 2016. En julio de 2016, tras varios intentos fallidos, se incorporó a las categorías inferiores del Athletic Club para jugar en el C. D. Basconia de Tercera División. Tras dos temporadas, en las que logró doce goles en total, promocionó al Bilbao Athletic de Segunda B.
En su primera campaña en el filial no contó con muchas oportunidades, anotando un gol en quince partidos. Sin embargo, con la llegada al banquillo de Joseba Etxeberria, se hizo con un puesto de titular y se convirtió en máximo goleador del filial en la campaña 2019-20 con diez tantos.En verano de 2020 realizó la pretemporada con el Athletic Club, teniendo una actuación destacada e incorporándose al primer equipo.
El 12 de septiembre de 2020 debutó como titular en Primera División en una derrota, en Los Cármenes, ante el Granada (2-0). El 17 de enero de 2021 conquistó su primer título como profesional, una Supercopa de España, jugando como suplente en la final frente al F. C. Barcelona (3-2). El 28 de abril marcó su primer gol en Primera División, en San Mamés, en un empate a dos ante el Real Valladolid. El 8 de mayo anotó un nuevo tanto, en el primer minuto, en un empate ante Osasuna (2-2).
El 2 de enero de 2022, fue cedido hasta final de temporada al Real Valladolid de la Segunda División. Con el equipo pucelano logró el ascenso a Primera División, aunque únicamente disputó 230 minutos repartidos en once encuentros en los que marcó un gol.En septiembre de 2022 renovó su contrato con el club rojiblanco hasta junio de 2024.
Tras una nueva campaña en el Athletic Club donde no tuvo mucha continuidad, en su último año de contrato, fue cedido a la S. D. Amorebieta de Segunda División en agosto de 2023.El 3 de marzo de 2024 marcó de falta directa en el minuto 97, en La Romareda, el tanto del triunfo frente al Real Zaragoza (0-1).El 27 de abril anotó un doblete, en apenas dos minutos, en un empate a domicilio frente al Burgos C. F..El 20 de mayo el Athletic Club anunció que no renovaría su contrato.
En julio de 2024 firmó como jugador del Albacete Balompié.

## Estadísticas

### Clubes
Actualizado al último partido disputado el 26 de febrero de 2023.
| Club                      | Div.          | Temporada     | Liga  | Liga  | Copas nacionales | Copas nacionales | Copas internacionales | Copas internacionales | Total | Total |
| Club                      | Div.          | Temporada     | Part. | Goles | Part.            | Goles            | Part.                 | Goles                 | Part. | Goles |
| ------------------------- | ------------- | ------------- | ----- | ----- | ---------------- | ---------------- | --------------------- | --------------------- | ----- | ----- |
| S. C. D. Durango · España | 3.ª           | 2015-16       | 1     | 0     | 0                | 0                | ―                     | ―                     | 1     | 0     |
| S. C. D. Durango · España | Total club    | Total club    | 1     | 0     | 0                | 0                | 0                     | 0                     | 1     | 0     |
| C. D. Basconia · España   | 3.ª           | 2016-17       | 35    | 6     | ―                | ―                | ―                     | ―                     | 35    | 6     |
| C. D. Basconia · España   | 3.ª           | 2017-18       | 33    | 6     | ―                | ―                | ―                     | ―                     | 33    | 6     |
| C. D. Basconia · España   | Total club    | Total club    | 68    | 12    | 0                | 0                | 0                     | 0                     | 68    | 12    |
| Bilbao Athletic · España  | 2.ª B         | 2018-19       | 15    | 1     | ―                | ―                | ―                     | ―                     | 15    | 1     |
| Bilbao Athletic · España  | 2.ª B         | 2019-20       | 29    | 10    | ―                | ―                | ―                     | ―                     | 29    | 10    |
| Bilbao Athletic · España  | Total club    | Total club    | 44    | 11    | 0                | 0                | 0                     | 0                     | 44    | 11    |
| Athletic Club · España    | 1.ª           | 2020-21       | 30    | 2     | 6                | 0                | ―                     | ―                     | 36    | 2     |
| Athletic Club · España    | 1.ª           | 2021-22       | 7     | 0     | 0                | 0                | ―                     | ―                     | 7     | 0     |
| Real Valladolid · España  | 2.ª           | 2021-22       | 11    | 1     | 0                | 0                | ―                     | ―                     | 11    | 1     |
| Real Valladolid · España  | Total club    | Total club    | 11    | 1     | 0                | 0                | 0                     | 0                     | 11    | 1     |
| Athletic Club · España    | 1.ª           | 2022-23       | 10    | 0     | 0                | 0                | ―                     | ―                     | 10    | 0     |
| Athletic Club · España    | Total club    | Total club    | 47    | 2     | 6                | 0                | 0                     | 0                     | 53    | 2     |
| Amorebieta España         | 2.ª           | 2023-24       | 37    | 4     | 2                | 0                | —                     | —                     | 39    | 4     |
| Amorebieta España         | Total club    | Total club    | 37    | 4     | 2                | 0                | 0                     | 0                     | 39    | 4     |
| Albacete Balompié España  | 2.ª           | 2024-25       | 39    | 8     | 1                | 1                | —                     | —                     | 40    | 9     |
| Albacete Balompié España  | 2.ª           | 2025-26       | 1     | 0     | 0                | 0                | —                     | —                     | 1     | 0     |
| Albacete Balompié España  | Total club    | Total club    | 40    | 8     | 1                | 1                | 0                     | 0                     | 41    | 9     |
| Total carrera             | Total carrera | Total carrera | 248   | 34    | 9                | 1                | 0                     | 0                     | 257   | 37    |

## Palmarés

### Campeonatos nacionales
| Título              | Club          | País   | Año  |
| ------------------- | ------------- | ------ | ---- |
| Supercopa de España | Athletic Club | España | 2021 |